# Aleksandar Iwanow Rajtschew
Aleksandar Iwanow Rajtschew (bulgarisch Александър Иванов Райчев, wissenschaftliche Transliteration Aleksandăr Ivanov Rajčev, alternative Transkription Alexander Raichev;) (* 11. April 1922 in Lom; † 28. Oktober 2003 in Sofia), war ein bulgarischer Komponist.
Rajtschew studierte von 1943 bis 1947 an der Nationalen Musikakademie von Sofia bei Assen Karastojanow und Pantscho Wladigerow und war dann bis 1950 am Konservatorium von Budapest Schüler von János Ferencsik und János Viski. Ab 1952 unterrichtete er als Dozent, seit 1962 als Professor für Harmonielehre an seiner alten Musikakademie in Sofia.
Er komponierte vier Opern, eine Operette, zwei Ballette (Heiduckenlied, UA Sofia 1953, und Die Quelle der Weißfüßigen, UA Sofia 1978), sechs Sinfonien, ein Violin- und ein Klavierkonzert, kammermusikalische Werke, eine Kantate, Chorwerke, Lieder sowie Schauspiel- und Filmmusiken.
Er war verheiratet mit der Schauspielerin Milena Atanassowa (Nationaltheater „Iwan Wasow“, Sofia). Sein Sohn, Alexander Raytchev, ist Konzertpianist und lebt in Deutschland.